# Georges Callot
Pour les articles homonymes, voir Callot.
Georges Callot né à Paris le 17 avril 1857 et mort à Paris 9e le 23 juin 1903 est un peintre et professeur d'art français.
Connu pour ses nus et ses sujets allégorique ou de genre, il a aussi travaillé comme décorateur.

## Biographie
Georges Callot naît à Paris en 1857.
Il étudie à l'École des arts décoratifs puis aux Beaux-Arts de Paris auprès de Louis Adan,.
Callot participe pour la première fois au Salon en 1877 et y obtient une médaille de troisième classe en 1882 puis une de deuxième classe en 1888.
En 1890, il entre à la Société nationale des beaux-arts en tant que membre.
Callot entreprend un voyage aux États-Unis au départ du Havre, accompagné de l'artiste Eugène Dufriche. Il arrive à New York le 27 novembre 1893.
De retour en France, Callot donne des cours à l'Académie Delécluse, une école d'art de type atelier connue pour être particulièrement inclusive avec les femmes, dont il est l'un des principaux instructeurs.
En 1901, Callot expose à la Royal Academy de Londres.
Georges Callot meurt à Paris le 23 juin 1903.

## Œuvre
Georges Callot est connu pour ses nus et ses sujets allégorique ou de genre,, et a aussi travaillé comme décorateur.
Les œuvres de Georges Callot sont conservées dans diverses collections publiques, dont celle du musée des Beaux-Arts et d'Archéologie de Châlons-en-Champagne et du musée d'Orsay à Paris. Il a notamment peint La Philosophie (1903) pour l'hôtel de ville de Paris.

Œuvres de Georges Callot
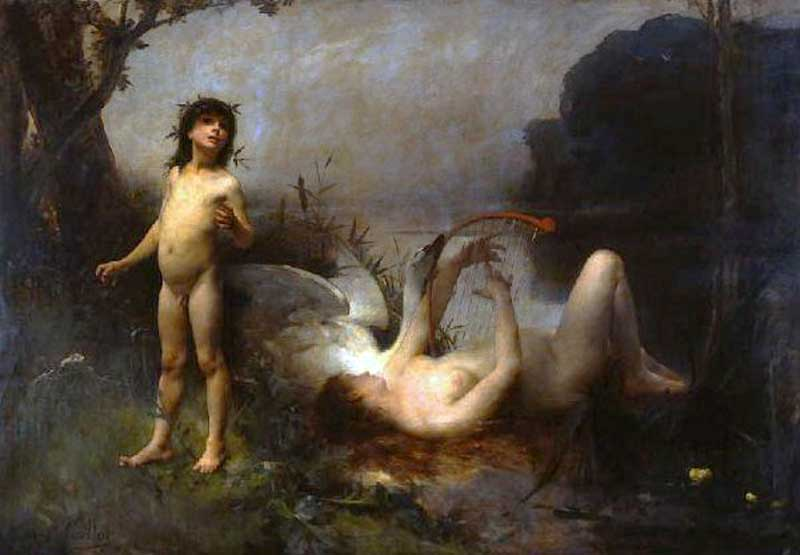
L'Enfance d'Orphée (1884), Châlons-en-Champagne, musée des Beaux-Arts et d'Archéologie.
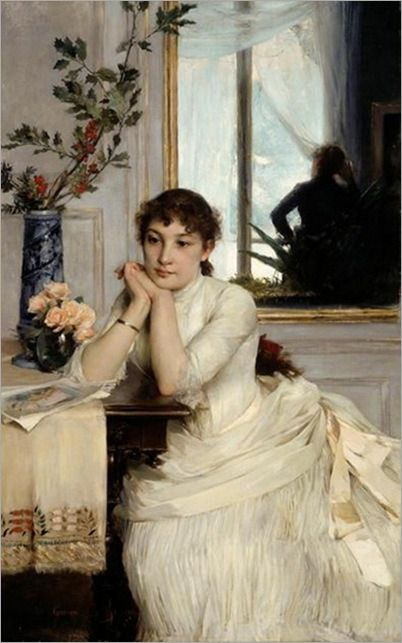
Portrait de femme ou L'Attente (1886), Paris, musée d'Orsay.
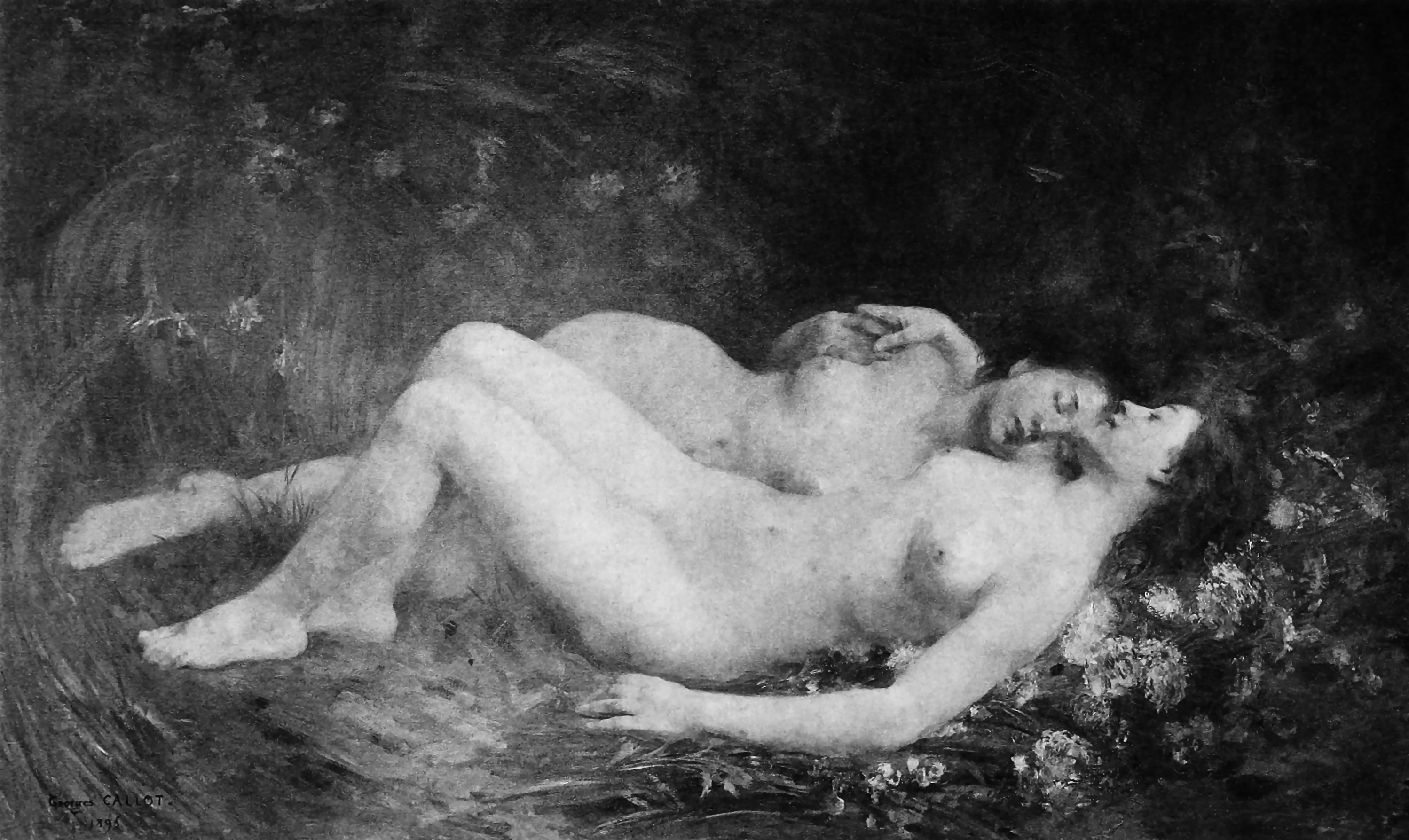
Sommeil (Salon de 1895), localisation inconnue.
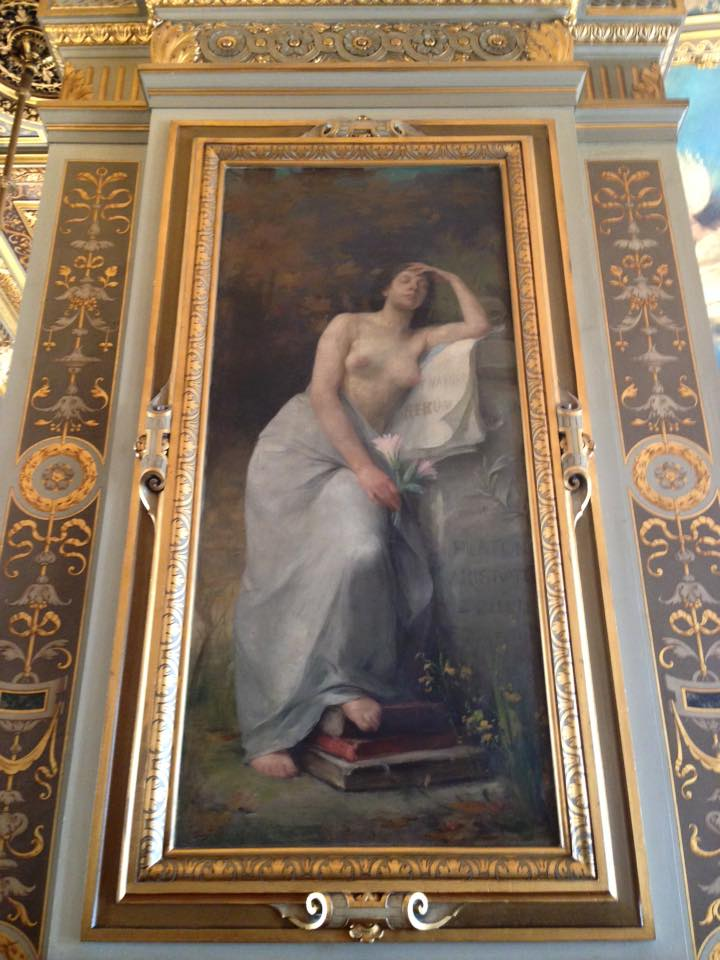
La Philosophie (1903), hôtel de ville de Paris.